# Алексиевский монастырь (Владимир)
Алексиевский (Новоалексиевский) монасты́рь — мужской монастырь Владимирской епархии Русской православной церкви, освящённый в честь Боголюбской иконы Божией Матери. 
Основан в 2003 году на месте Добросельского Цареконстантиновского монастыря, что стоял в Средние века над поймой Клязьмы, в селе Добром (что в 6 км к западу от Боголюбова). Ныне территория села находится в границах города Владимира.

## История
Время основания на дороге из Владимира в Боголюбово Константино-Еленинского монастыря (также именуемого Цареконстантиновским) не установлено. На другой стороне этой дороги, в Яриловой долине, ещё в XII веке существовал Фёдоровский монастырь. В 1276 году настоятель Константинова монастыря, Феодор, занял владимирскую кафедру и ныне почитается как святитель. 
Село Доброе первоначально называлось в честь обители — Константиновское. Название современного монастыря связано с тем, что запустевший монастырь был восстановлен в середине XIV века митрополитом Алексием. Первым настоятелем возрождённой обители стал Пахомий, впоследствии основавший Троице-Сыпанов монастырь близ Нерехты.
В последующие века «Константино-Оленинский» монастырь упоминается источниками как «митрополичий», а потом и «патриарший». При этом до 1490-х годов его архимандрит также настоятельствовал в Нижегородском Благовещенском монастыре. Несмотря на высокий статус, ещё в середине XVIII века собор и остальные здания оставались деревянными.
В 1721 году «по ветхости зданий и скудности средств» Константино-Еленинский монастырь был упразднён и приписан к Боголюбову монастырю, но уже через 6 лет восстановлен по просьбе братии. В 1775 году по указу Святейшего Синода окончательно упразднён, братия переведена в Волосов монастырь (ныне в Собинском районе), а храм передали общине села Доброе. 
Существующая церковь Константина и Елены построена на рубеже XVIII и XIX веков. В 1865 году приходской храм был перестроен и переосвящён во имя Николая Чудотворца. Существующая кирпичная колокольня построена в 1885 году.
В 1935 году церковь была закрыта, вначале в здании разместили склад, затем клуб, позже разливочный винный цех, в 1980—1990-х годах — цех диафильмов областного кинопроката. В октябре 1994 года бывший Никольский храм переосвящён во имя равноапостольных Константина и Елены.